# إدغار شوماسيرو
إدغار شوماسيرو (مواليد 7 فبراير 1980) هو مبارز بالسيف مكسيكي، مثّل بلاده في الألعاب الأولمبية الصيفية 2004.

## روابط خارجية
إدغار شوماسيرو على موقع أوليمبيديا (الإنجليزية)